# 니스포레니

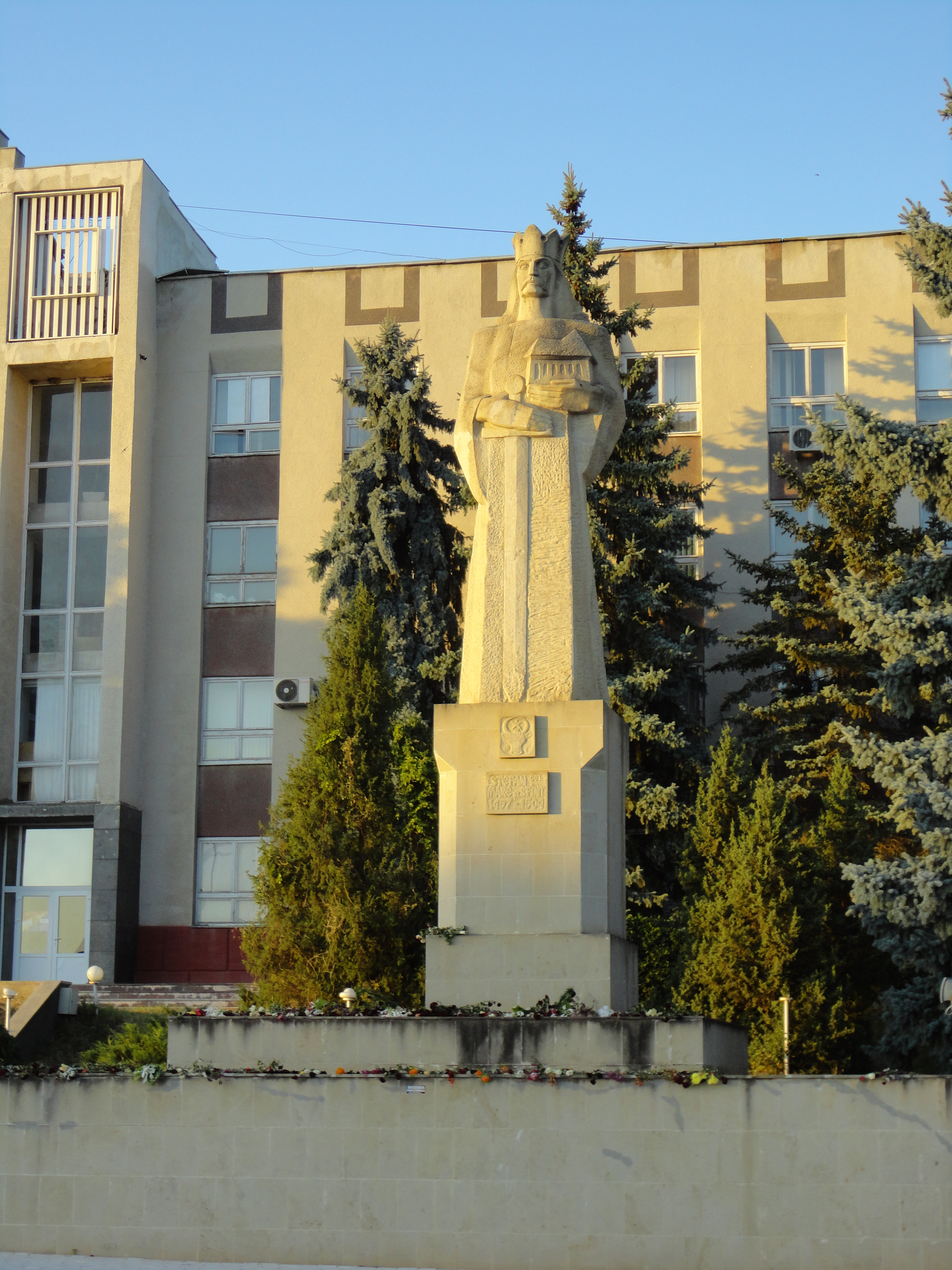

니스포레니(루마니아어: Nisporeni)는 몰도바 중부에 위치한 도시로 니스포레니 구의 행정 중심지이며 면적은 14km2, 높이는 99m, 인구는 14,500명(2012년 기준), 인구 밀도는 865.2명/km2이다.